# Ischyropalpus subtilissimus
Ischyropalpus subtilissimus är en skalbaggsart som först beskrevs av Maurice Pic 1896.  Ischyropalpus subtilissimus ingår i släktet Ischyropalpus och familjen kvickbaggar. Inga underarter finns listade i Catalogue of Life.